# Passant de Puigdomènec

El Passant de Puigdomènec, respecte del terme de Castellcir

El Passant de Puigdomènec és un passant, o gual, del terme municipal de Castellcir, a la comarca del Moianès.
És en el sector més meridional del terme, al nord-est de la masia de Puigdomènec, en el lloc on el camí que mena a aquesta masia des de la cua de l'Embassament de Sant Quirze Safaja travessa el Tenes. És al capdavall de l'Obaga de Puigdomènec i a prop i a ponent de la Font de Puigdomènec.